# シボレー・S-10ブレイザー
S-10ブレイザー（S-10 Blazer ）は、アメリカ合衆国の自動車メーカー、シボレーにより1983年から2005年にかけて2世代に渡り製造・販売された小型及び中型SUV型の乗用車である。姉妹車にGMC・S-15ジミーが存在する。1995年MYからK5ブレイザーは『タホ』として独立し、S-10ブレイザーは単に『ブレイザー』として発売され、また1992年MYからジミーも『ユーコン』として独立し、S-15ジミーは単に『ジミー』として発売された。

## 初代（1982年-1994年）
- 1982年、姉妹車のGMC・S-15ジミーとベース車シボレー・S-10と共にデビュー。S-10はシボレー・LUVの後継車としての登場である。

- 1990年3月、S-10ブレイザーとジミーの4ドアバージョンが1991年モデルとして発表された。

## 2代目（1994年-2012年）
- 1994年に発売。

- 1999年、上級志向の限定車「トレイルブレイザー」を発売。